# Bus à haut niveau de service d'Avignon
 (décembre 2018).
Si vous disposez d'ouvrages ou d'articles de référence ou si vous connaissez des sites web de qualité traitant du thème abordé ici, merci de compléter l'article en donnant les références utiles à sa vérifiabilité et en les liant à la section « Notes et références ».
Chron'hop est un réseau de bus à haut niveau de service desservant la ville d'Avignon et son agglomération. Il est sous l'autorité du Grand Avignon et est géré par le réseau Orizo.
Les lignes C2 et C3 sont mises en service le 19 octobre 2019. Les différents aménagements (voies en site propre, priorité au feux, stations aménagées, bornes de distribution de titres...) sont mis en place progressivement, jusqu'à l'inauguration officielle des deux lignes, le 20 février 2020.
Les lignes C4 et C5 sont actuellement en projet et devraient voir le jour vers 2023, en complémentarité de la future ligne 2 du tramway.

## Réseau
Le réseau comporte deux lignes axiales : sud-ouest / nord-est pour la C2, et nord-est / sud-est pour la C3. Les deux lignes reprennent principalement, le tracé des lignes 2 et 3 de l'ancien réseau TCRA.
La ligne C2 dessert Avignon, notamment le centre hospitalier Henri Duffaut et les Remparts Sud ; Le Pontet, son centre-ville et la zone commerciale Avignon Nord ; ainsi que Vedène, en faisant son terminus au sein du centre commercial Buld'Air.
La ligne C3 quant-à-elle, ne dessert que la ville d'Avignon, entre la porte Saint-Lazare et le technopôle Agroparc, en desservant notamment le Palais de Justice et la Plaine des Sports (terminus de la ligne 1 du tramway).
| Ligne | Caractéristiques                                       | Caractéristiques   | Caractéristiques   | Caractéristiques   | Caractéristiques   | Caractéristiques                              | Caractéristiques                         | Caractéristiques   | Caractéristiques   |
| C2    | Ligne C2                                               | Ligne C2           | Ligne C2           | Ligne C2           | Ligne C2           | Ligne C2                                      | Ligne C2                                 | Ligne C2           | Ligne C2           |
| C2    | Hôpital ⥋ Buld'Air                                     | Hôpital ⥋ Buld'Air | Hôpital ⥋ Buld'Air | Hôpital ⥋ Buld'Air | Hôpital ⥋ Buld'Air | Hôpital ⥋ Buld'Air                            | Hôpital ⥋ Buld'Air                       | Hôpital ⥋ Buld'Air | Hôpital ⥋ Buld'Air |
| ----- | ------------------------------------------------------ | ------------------ | ------------------ | ------------------ | ------------------ | --------------------------------------------- | ---------------------------------------- | ------------------ | ------------------ |
| C2    | Ouverture / Fermeture 19 octobre 2019 / —              | Longueur —         | Durée —            | Nb. d’arrêts 36    | Matériel —         | Jours de fonctionnement L, Ma, Me, J, V, S, D | Jour / Soir / Nuit / Fêtes O / O / O / O | Voy. / an —        | Dépôt Courtine     |
| C2    | Desserte : Avignon, Le Pontet et Vedène                |                    |                    |                    |                    |                                               |                                          |                    |                    |
| C2    | Autre : Fréquence de 12 minutes entre chaque véhicule. |                    |                    |                    |                    |                                               |                                          |                    |                    |
| C2    | Dernière actualisation : —                             |                    |                    |                    |                    |                                               |                                          |                    |                    |
| C3    | Ligne C3                                               | Ligne C3           | Ligne C3           | Ligne C3           | Ligne C3           | Ligne C3                                      | Ligne C3                                 | Ligne C3           | Ligne C3           |
| C3    | Saint-Lazare ⥋ Agroparc                                |                    |                    |                    |                    |                                               |                                          |                    |                    |
| C3    | Ouverture / Fermeture 19 octobre 2019 / —              | Longueur —         | Durée —            | Nb. d’arrêts 24    | Matériel —         | Jours de fonctionnement L, Ma, Me, J, V, S, D | Jour / Soir / Nuit / Fêtes O / O / O / O | Voy. / an —        | Dépôt Courtine     |
| C3    | Desserte : Avignon                                     |                    |                    |                    |                    |                                               |                                          |                    |                    |
| C3    | Autre : Fréquence de 12 minutes entre chaque véhicule. |                    |                    |                    |                    |                                               |                                          |                    |                    |
| C3    | Dernière actualisation : —                             |                    |                    |                    |                    |                                               |                                          |                    |                    |
| C4    | Ligne C4                                               | Ligne C4           | Ligne C4           | Ligne C4           | Ligne C4           | Ligne C4                                      | Ligne C4                                 | Ligne C4           | Ligne C4           |
| C4    | Avignon Poste ⥋ Grand Angles                           |                    |                    |                    |                    |                                               |                                          |                    |                    |
| C4    | Ouverture / Fermeture 2023 / —                         | Longueur —         | Durée —            | Nb. d’arrêts —     | Matériel —         | Jours de fonctionnement L, Ma, Me, J, V, S, D | Jour / Soir / Nuit / Fêtes O / O / O / O | Voy. / an —        | Dépôt Courtine     |
| C4    | Desserte : Avignon et Les Angles                       |                    |                    |                    |                    |                                               |                                          |                    |                    |
| C4    | Autre : Desserte du futur parc-relais Grand Angles.    |                    |                    |                    |                    |                                               |                                          |                    |                    |
| C4    | Dernière actualisation : —                             |                    |                    |                    |                    |                                               |                                          |                    |                    |
| C5    | Ligne C5                                               | Ligne C5           | Ligne C5           | Ligne C5           | Ligne C5           | Ligne C5                                      | Ligne C5                                 | Ligne C5           | Ligne C5           |
| C5    | Avignon Poste ⥋ Chartreuse de Villeneuve               |                    |                    |                    |                    |                                               |                                          |                    |                    |
| C5    | Ouverture / Fermeture 2023 / —                         | Longueur —         | Durée —            | Nb. d’arrêts —     | Matériel —         | Jours de fonctionnement L, Ma, Me, J, V, S, D | Jour / Soir / Nuit / Fêtes O / O / O / O | Voy. / an —        | Dépôt Courtine     |
| C5    | Desserte : Avignon et Villeneuve-lès-Avignon           |                    |                    |                    |                    |                                               |                                          |                    |                    |
| C5    | Autre : Desserte du futur parc-relais Chartreuse.      |                    |                    |                    |                    |                                               |                                          |                    |                    |
| C5    | Dernière actualisation : —                             |                    |                    |                    |                    |                                               |                                          |                    |                    |